# ジェイコム湘南・神奈川
株式会社ジェイコム湘南・神奈川（ジェイコムしょうなん・かながわ）は、神奈川県横浜市中区に本社を置き、ケーブルテレビ（同時再放送、自主放送）と電気通信事業（インターネット接続、IP電話）を主たる業務とし、有線一般放送（ケーブルテレビ局）を運営する一般放送事業者および電気通信事業者である。
JCOM株式会社（J:COM）の連結子会社であり、会社および局呼称は「J:COM 湘南・神奈川」である。
社名に「湘南」が付くが、サービスエリアの大半が横浜から三浦半島にかけての地域となっている。

## 沿革
- 1987年（昭和62年）9月9日 - 寒川ケーブルテレビ株式会社が設立。
- 1990年（平成2年）
  - 5月14日 - 株式会社シーエーティーヴィ横須賀が設立。
  - 12月1日 - 寒川ケーブルテレビが開局。
- 1991年（平成3年）4月23日 - 藤沢ケーブルテレビ株式会社として設立。
- 1992年（平成4年）
  - 6月1日 - シーエーティーヴィ横須賀が開局。
  - 10月1日 - 藤沢ケーブルテレビが開局。
- 1994年（平成6年）8月29日 - 株式会社テレビちがさきが設立。
- 1996年（平成8年）4月1日 - テレビちがさきが開局。
- 1999年（平成11年）1月1日 - テレビちがさきが寒川ケーブルテレビを吸収合併し、商号を株式会社ジェイコム湘南（旧）に変更。
- 2001年（平成13年）4月1日 - ジェイコム湘南およびシーエーティーヴィ横須賀を吸収合併。商号を株式会社ジェイコム湘南に変更。
- 2011年（平成23年）
  - 6月2日 - 湘南エリアで、地上放送の暫定的デジアナ変換を開始[注 1]。
  - 6月9日 - 横須賀エリアで、地上放送の暫定的デジアナ変換を開始[注 2]。
  - 10月27日 - インターネット接続サービス「J:COM NET」のインターネットサービスプロバイダーブランドを『ZAQ』に変更[2]。
- 2014年（平成26年）4月1日 - 「J:COM 横須賀」の呼称を廃止し、「J:COM 湘南」に統一。
- 2015年（平成27年）
  - 4月1日 - ジェイコム鎌倉を吸収合併[3]
  - 4月20日 - 横須賀エリアにおいて、地上放送の暫定的デジアナ変換を終了。
  - 4月24日 - 鎌倉エリアにおいて、地上放送の暫定的デジアナ変換を終了。
  - 4月27日 - 藤沢および茅ヶ崎・寒川エリアにおいて、地上放送の暫定的デジアナ変換を終了。
- 2017年（平成29年）11月9日 - 鎌倉エリアにおいて「J:COM NET 1Gコース」の提供開始[4]。
- 2019年（平成31年/令和元年）
  - 4月1日 - 株式会社ジェイコム南横浜を吸収合併。商号を株式会社ジェイコム湘南・神奈川に変更[5]。
  - 6月1日 - 株式会社ジェイコムイーストが吸収分割。相模原・大和局、町田・川崎局、秦野・伊勢原局、かながわセントラル局、横浜テレビ局および小田原局を継承[5]。

## 事業所
本社
- 本社 - 神奈川県横須賀市平成町1丁目1番地

事務所
- 横須賀営業事務所 - 神奈川県横須賀市平成町1丁目1番地（本社内）
- 藤沢営業事務所 - 神奈川県藤沢市辻堂神台2丁目2番41号
- 鎌倉営業事務所 - 神奈川県鎌倉市大船6丁目3番53号
- 南横浜営業事務所 - 神奈川県横浜市港南区上大岡西1丁目6番1号　ゆめおおおか・オフィスタワー19階

その他
- ジェイコムイーストの吸収合併とともに神奈川県内の事務所を引き継いでいる。

## 提供区域内自治体

### J:COM 湘南
- 神奈川県
  - 藤沢市、茅ヶ崎市、横須賀市、三浦市、逗子市、鎌倉市
  - 高座郡寒川町
  - 三浦郡葉山町

### J:COM 南横浜
- 神奈川県
  - 横浜市金沢区、港南区、栄区、戸塚区

### その他
- ジェイコムイーストの吸収合併とともに神奈川県内の提供区域を引き継いでいる。

## 業務内容
- 2019年（平成31年）4月1日現在。

統一サービス
1. J:COM TV（テレビ放送サービス[注 3]）
  1. 双方向機能（STBインターネット接続サービス）
  2. インタラクTV（STBテレビ向け情報サービス）
  3. ナビシェル（STB向けご案内画面サービス）
  4. J:COMオンデマンド（VODサービス）
  5. リモート録画予約（番組録画予約）
  6. ジェイコム マガジン（番組ガイド誌）
  7. J:COMチャンネル（第一コミュニティチャンネル）
  8. J:COMテレビ（第二コミュニティチャンネル）
2. J:COM NET（インターネット接続サービス）
  1. ZAQ（インターネットサービスプロバイダ）
  2. J:COM WiMAX 2+（4G（WiMAX）サービス[注 4]）
3. J:COM PHONE（固定電話（CATV電話）サービス）
  1. J:COM PHONE プラス（VoIP方式（プライマリ電話）サービス）[注 5]）
4. J:COM 電力
5. J:COM MOBILE（4G（LTE）サービス[注 6]）

付加サービス
- J:COM 緊急地震速報

### J:COM TV

#### 地上デジタル放送・FMラジオ
- J:COM 湘南

- J:COM 南横浜

- その他
ジェイコムイーストの吸収合併とともに神奈川県内の提供区域を引き継いでいる。

## コミュニティチャンネル
- J:COM 湘南

- J:COM 南横浜

- その他
ジェイコムイーストの吸収合併とともに神奈川県内の提供区域を引き継いでいる。